# Edson da Silva
Edson Isaías Freitas da Silva, conhecido como Edinho (Porto Alegre, 25 de março de 1982) é um canoísta brasileiro.
Começou a praticar canoagem aos 13 anos. A partir de 2000, passou a integrar a Seleção Brasileira de Canoagem. Dentre as suas grandes conquistas está a Medalha de Ouro no Pan-Americano do Rio, em 2007.

## Carreira
Competiu nos Jogos Pan-americanos de 2007, no Rio de Janeiro. Junto com Guto Campos, Sebastián Cuattrin e Roberto Maehler conquistou o ouro no K4 1000m.
Nos Jogos Pan-Americanos de 2015 foi prata na categoria K1 200m e bronze na categoria K2 200m.